# Ryszard Szary
Ryszard Szary (ur. 28 marca 1979 w Żywcu) – polski biathlonista, medalista mistrzostw Polski, reprezentant Polski, medalista mistrzostw Europy juniorów (1999).

## Życiorys
Był zawodnikiem KKS Bielsko-Biała i BKS WP Kościelisko.
Na mistrzostwach Polski seniorów zdobył trzy medale w sztafecie: brązowy w 2000 (z KKS), srebrny w 2001 (z KKS) oraz srebrny w 2004 (z BKS WP). Był też mistrzem Polski juniorów w biegu indywidualnym w 1998. Był też mistrzem Polski juniorów w biathlonie letnim, w sprincie (1999) i mistrzem Polski seniorów w biathlonie letnim, w sztafecie (2001)
Reprezentował Polskę na mistrzostwach świata juniorów w 1998 (9 m. w biegu indywidualnym i 14 m. w sprincie) i 1999 (56 m. w biegu indywidualnym, 58 m. w sprincie, 7 m. w sztafecie), mistrzostwach Europy juniorów w 1998 (24 m. w sprincie, 17 m. w biegu na dochodzenie i 7 m. w sztafecie) i 1999 (12 m. w biegu indywidualnym, 7 m. w sprincie i 2 m. w sztafecie 9z Bartłomiejem Golcem, Michałem Piechą i Askaniuszem Kocembą). mistrzostwach świata seniorów w 2003 (83 m. w biegu indywidualnym, 77 m. w sprincie) oraz mistrzostwach Europy seniorów w 2001 (51 m. w biegu indywidualnym), 2002 (44 m. w biegu indywidualnym), 2003 (36 m. w biegu indywidualnym, 37 m. w sprincie, 43 m. w biegu pościgowym i 13 m w sztafecie) oraz 2004 (48 m. w sprincie i 41 m. w biegu pościgowym). Był rezerwowym polskiej reprezentacji podczas zimowych igrzysk olimpijskich w 2002.